# Rye (East Sussex)
Rye is een civil parish in het bestuurlijke gebied Rother in het Engelse graafschap East Sussex. Het stadje ligt bij de samenvloeiing van de Rother, de Tillingham en de Brede, op 3 kilometer van de kust. In 2011 telde de civil parish 4255 inwoners.
In de middeleeuwen lag Rye aan zee en keek het uit over een grote, veilige baai van Het Kanaal. Samen met het naburige Winchelsea sloot Rye als ancient town aan bij de Cinque Ports, een samenwerkingsverband van kustnederzettingen waar schepen gebouwd werden om Engeland te beschermen indien nodig. Het dorp werd versterkt als verdediging tegen de Fransen; de Ypres Tower werd gebouwd in 1249 en de Landgate in 1329. Door grote stormen in de 13e eeuw veranderde de loop van de Rother, werd het naburige Old Winchelsea verwoest en verzandde de baai. Het economisch belang van de streek nam af, al bleef Rye lange tijd een smokkelhaven voor Engelse wol.
Het goed bewaarde middeleeuwse dorp is een toeristische trekpleister. Bezienswaardigheden naast de verdedigingswerken zijn Lamb House (waar Henry James woonde), de Mermaid Inn in de pittoreske Mermaid Street en St Mary's Church.

## Fotogalerij

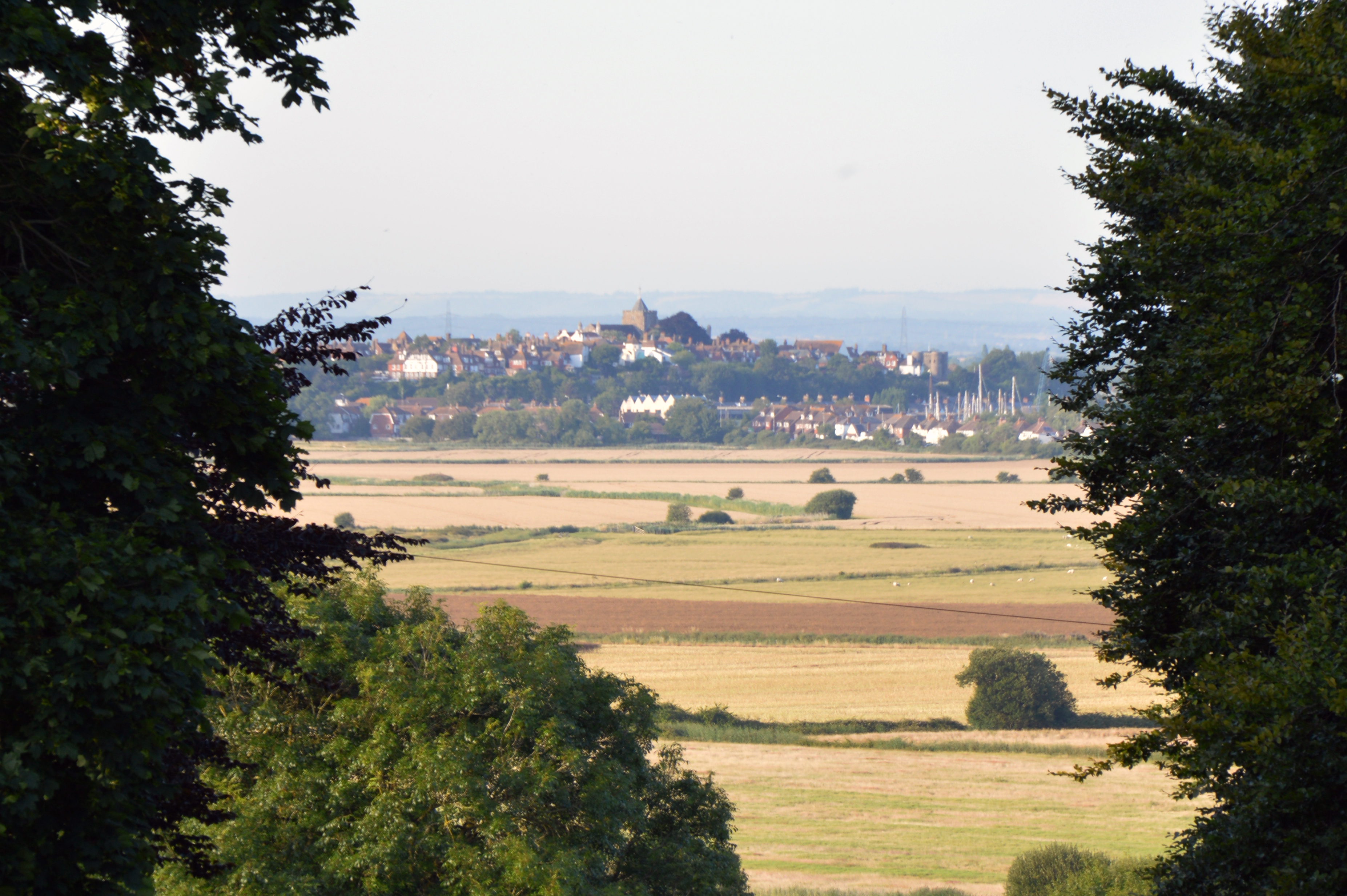
Zicht op Rye vanaf Winchelsea
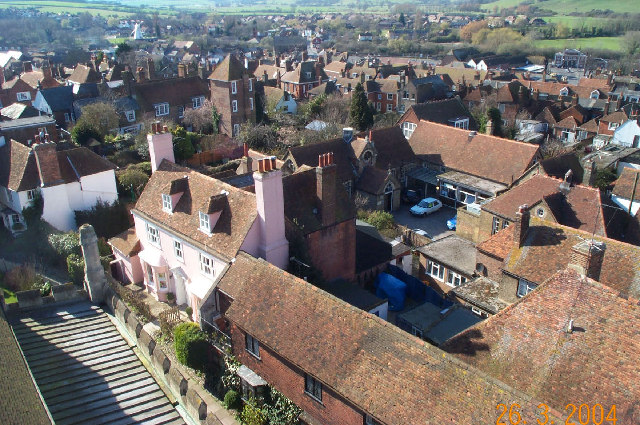
Zicht over de daken vanaf de toren van St Mary's Church
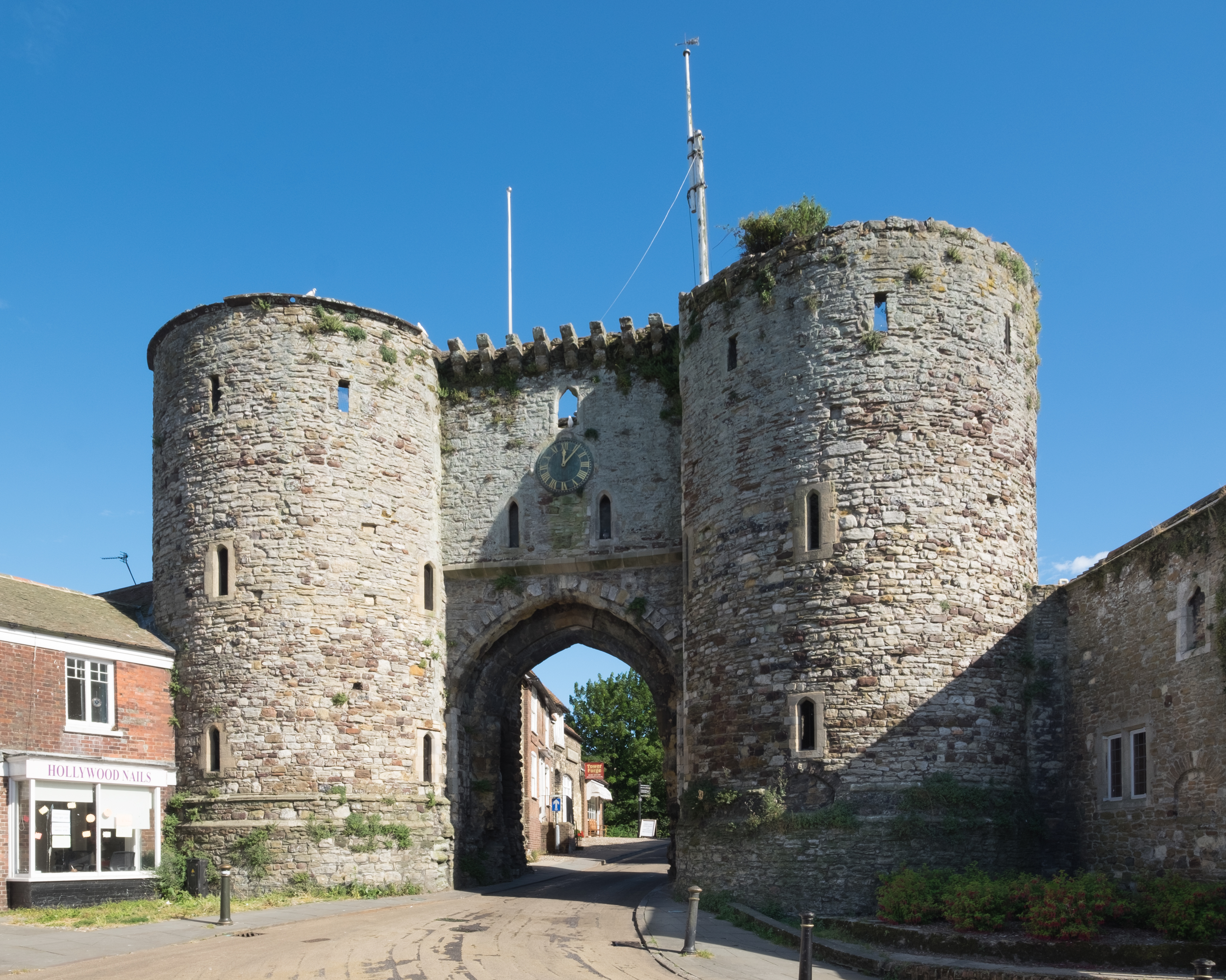
De Landgate
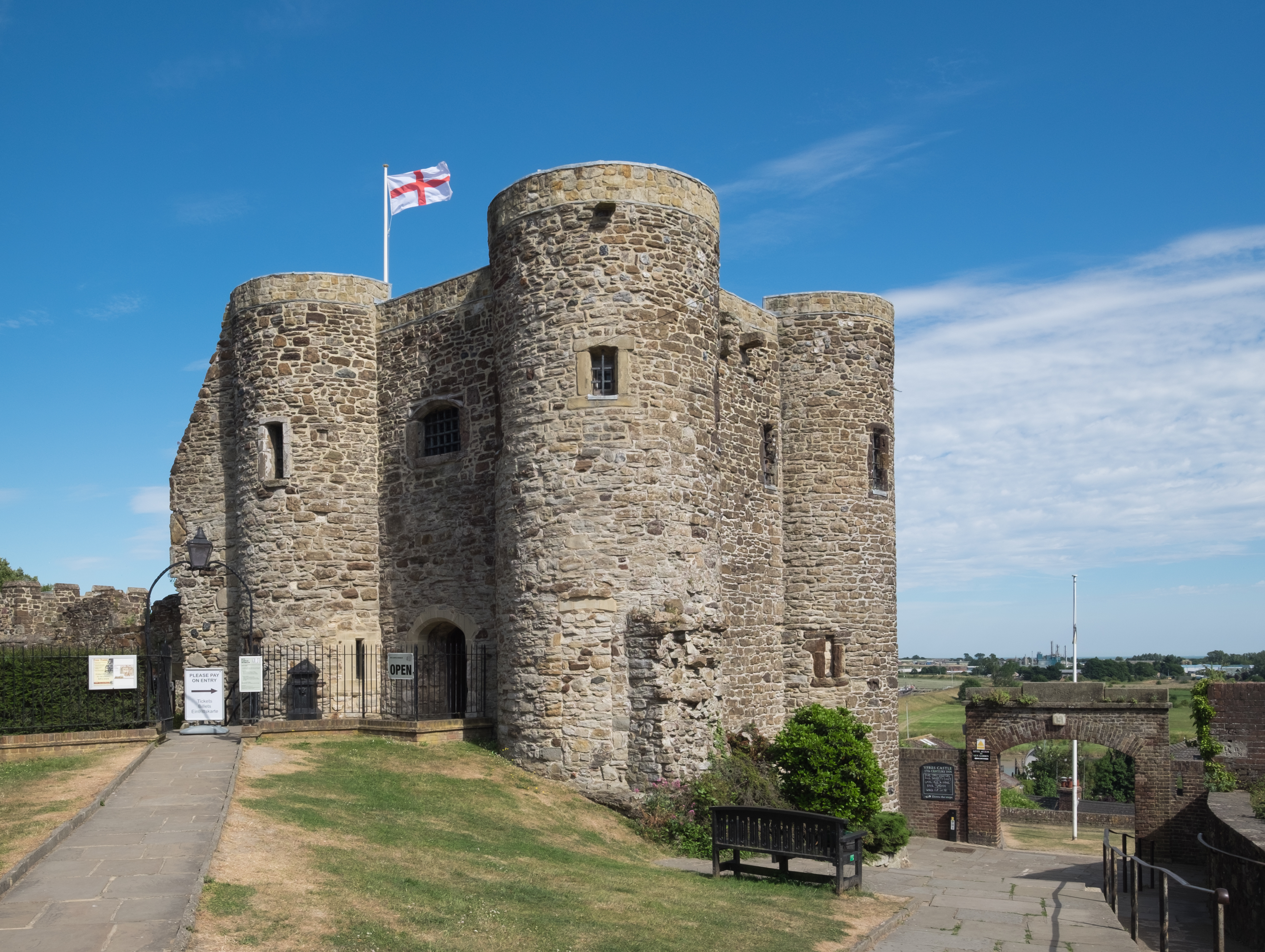
Ypres Tower (Rye Castle)
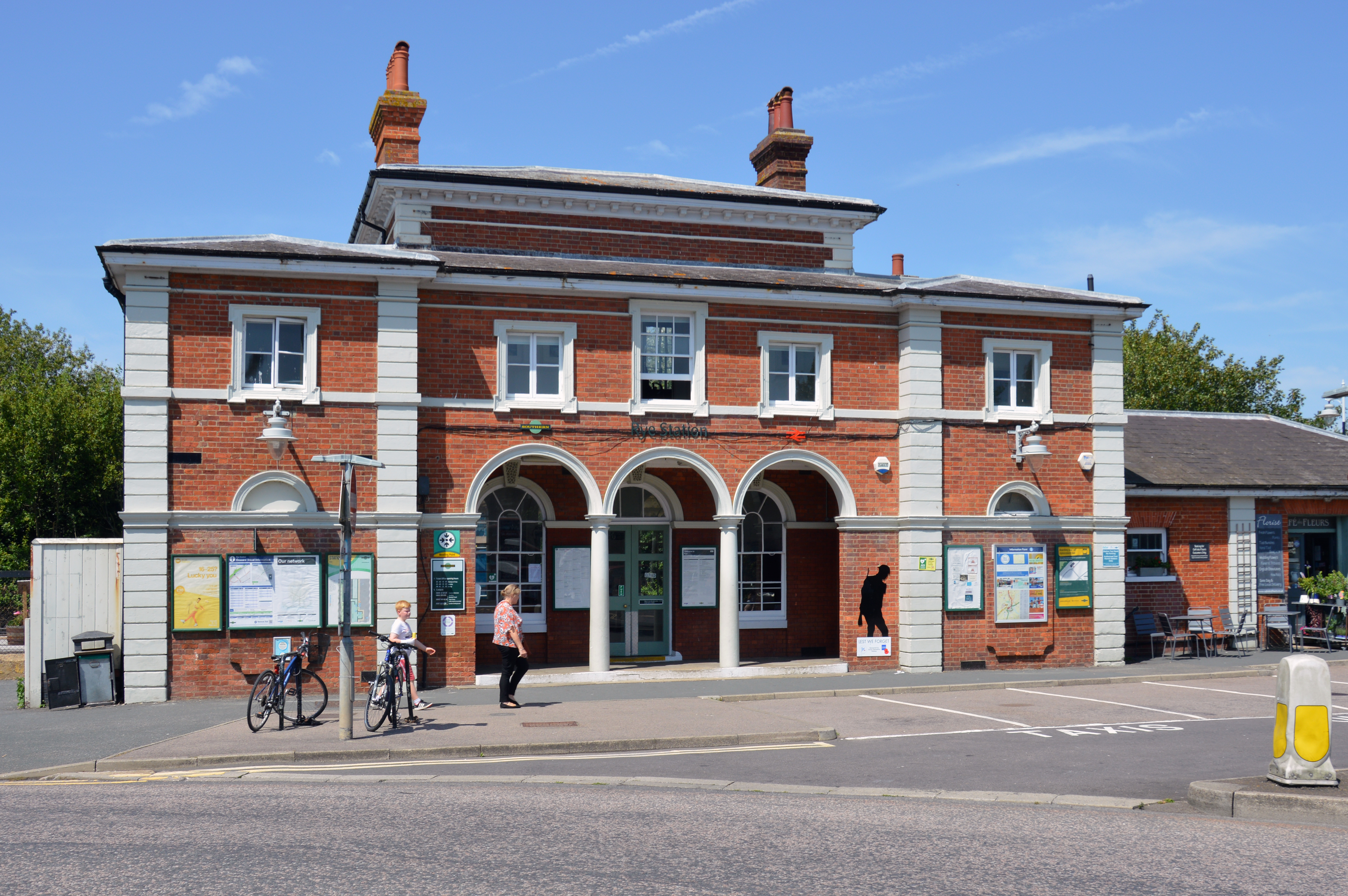
Het spoorwegstation Rye
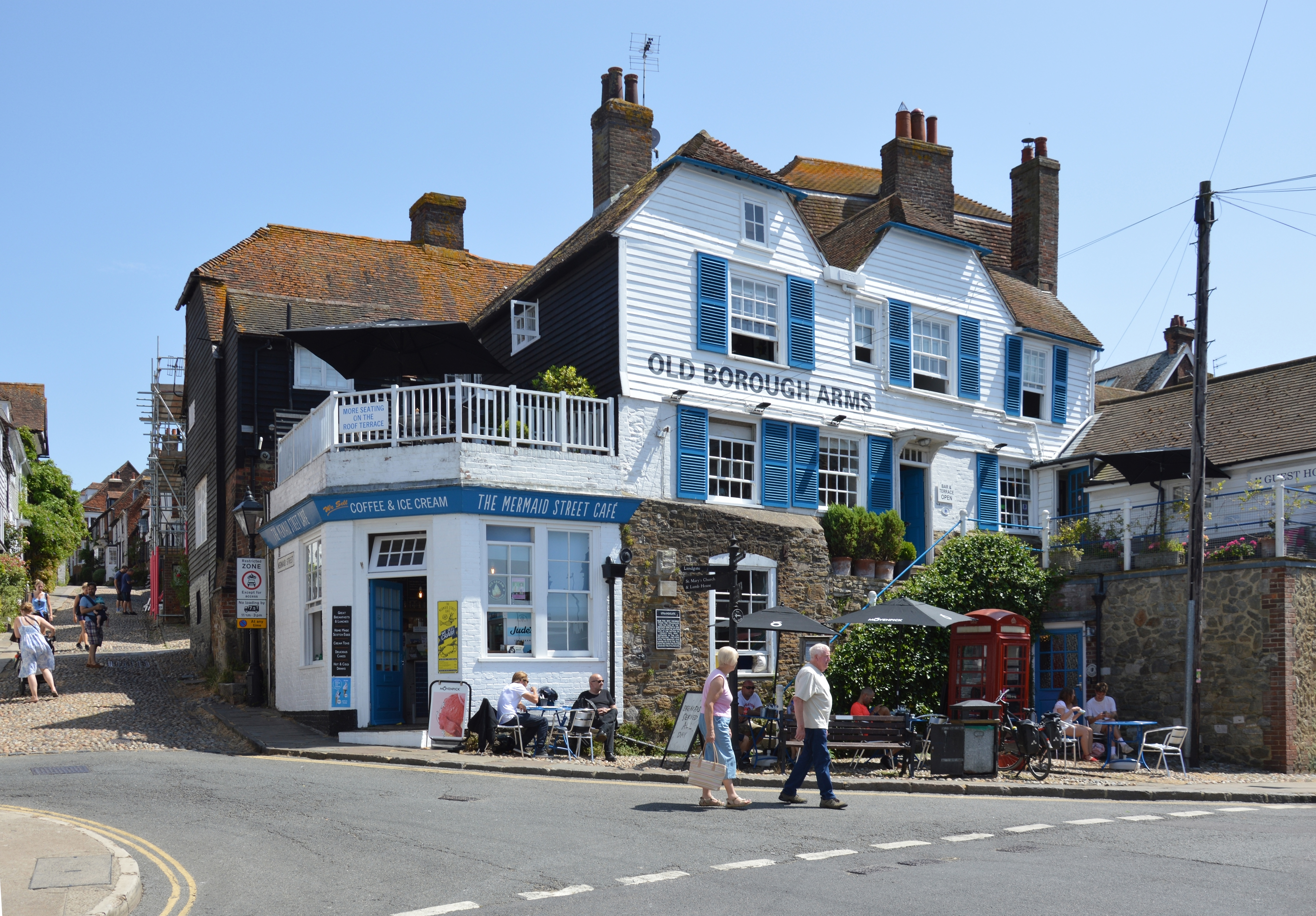
Old Borough Arms